# Ellsworth (Maine)
Ellsworth is een plaats (city) in de Amerikaanse staat Maine, en valt bestuurlijk gezien onder Hancock County.

## Demografie
Bij de volkstelling in 2000 werd het aantal inwoners vastgesteld op 6456. In 2006 is het aantal inwoners door het United States Census Bureau geschat op 7075, een stijging van 619 (9,6%).

## Geografie
Volgens het United States Census Bureau beslaat de plaats een oppervlakte van 243,0 km², waarvan 205,3 km² land en 37,7 km² water. Ellsworth ligt op ongeveer 42 m boven zeeniveau.

## Plaatsen in de nabije omgeving
De onderstaande figuur toont nabijgelegen plaatsen in een straal van 36 km rond Ellsworth.